# دریاچه اوسویاتی
دریاچه اوسویاتی (انگلیسی: Lake Usvyaty) یک دریاچه در استان پسکوف کشور روسیه است.